# Riechedly Bazoer
Riechedly Bazoer (* 12. října 1996, Utrecht, Nizozemsko) je nizozemský fotbalový záložník a reprezentant, od ledna 2017 hráč klubu VfL Wolfsburg. Hraje na pozici defenzivního středopolaře, dokáže zahrát i ve středu obrany. Díky svému hernímu stylu bývá přirovnáván k bývalému nizozemskému reprezentantovi Franku Rijkaardovi.

## Reprezentační kariéra

### Mládežnické reprezentace
Riechedly Bazoer prošel nizozemskými mládežnickými reprezentacemi U15, U16, U17, U19, U21.
S týmem do 17 let vyhrál v roce 2012 Mistrovství Evropy U17 konané ve Slovinsku, kde Nizozemsko porazilo ve finále Německo na penalty a obhájilo tak titul v této kategorii.
V A-mužstvu Nizozemska debutoval pod trenérem Danny Blindem 13. 11. 2015 v přátelském zápase v Cardiffu proti reprezentaci Walesu (výhra 3:2).